# Rathaus (Büttelborn)

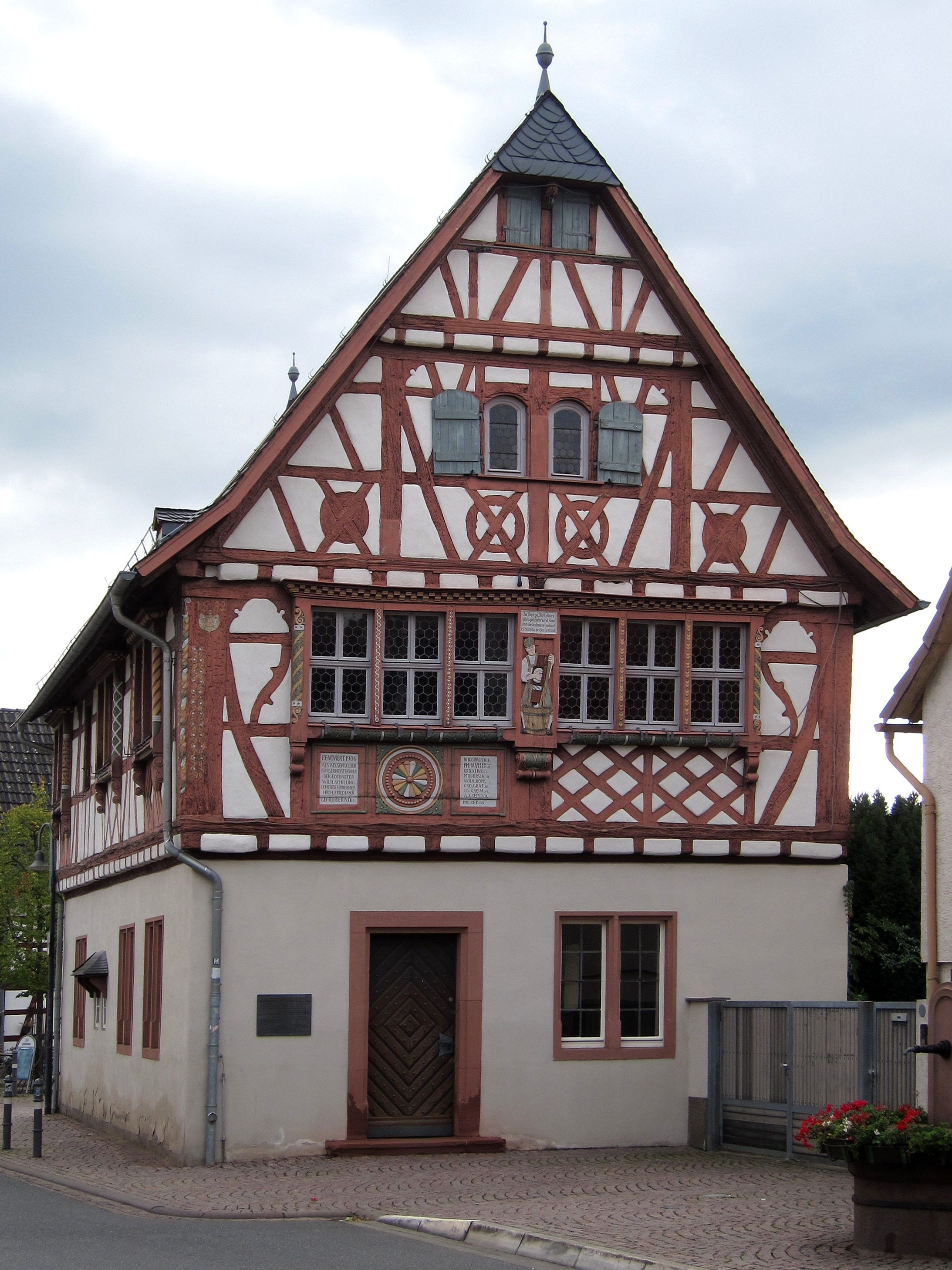
Altes Rathaus in Büttelborn

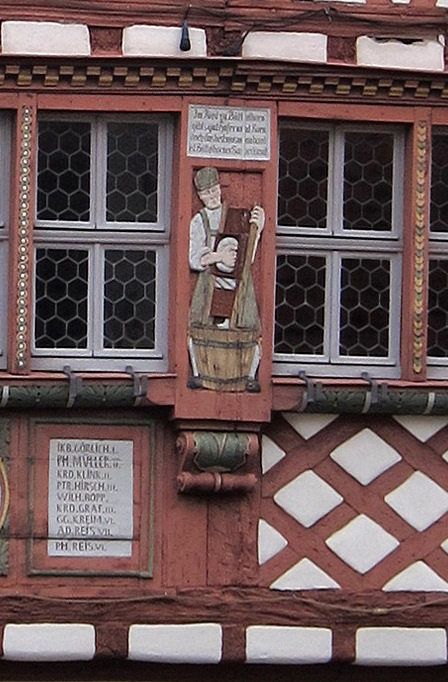
Sauerkrautmann am historischen Rathaus

Das Einzelkulturdenkmal Altes Rathaus, auch Historisches Rathaus genannt, ist ein denkmalgeschützter Profanbau in Büttelborn, einer Gemeinde und gleichnamigen Kleinstadt im Landkreis Groß-Gerau in Hessen. Das Fachwerkgebäude ist Teil des historischen Ortszentrums und befindet sich in der Mainzer Str. 18 südöstlich der evangelischen Kirche Büttelborn und unweit der nordwestlich davon neu errichteten Gemeindeverwaltung.

## Beschreibung
Das zweigeschossige Fachwerkhaus mit einem Satteldach und reichem Gebälk mit prächtiger Giebelfront wurde im Jahr 1582 als Rathaus erbaut. Es besitzt einen Bruchsteinsockel und ein massiv gemauertes Erdgeschoss, über dem sich die Obergeschosse in Fachwerkbauweise anschließen. Das massiv errichtete Erdgeschoss wurde ursprünglich als offene Halle genutzt und wird nach baulichen Umgestaltungen von bis zu 75 cm starken Außenwänden umfasst und von einer starken Holzsäule gestützt.
Die fränkischen Erker wurden im Jahr 1906 ergänzt und vor dem Eingang befindet sich ein kleiner Vorplatz, auf dem ein in Sandstein gefasster Brunnen errichtet wurde.
Im Jahr 2009 machten eine schadhafte Dacheindeckung, Fäulnis an der Fachwerkkonstruktion und Versalzungen im Sockelmauerwerk eine Sanierung der Gebäudehülle notwendig. Im Zuge dieser Sanierung wurden die Innenräume ausgebessert beziehungsweise in ihren vermuteten ursprünglichen Zustand versetzt.
Durch die durchgeführte Sanierung wurde die Eingangshalle in den Fassungen der Renaissancezeit wiederhergestellt und die Treppe aus dem 19. Jahrhundert wurde in ihrer historischen Bemalung aus der Zeit des Biedermeier rekonstruiert. Im Zuge der Sanierung entdeckte man eine frühbarocke Wandbemalung im heutigen Büroraum im Obergeschoss, die in Zusammenarbeit mit dem Landesamt für Denkmalpflege Hessen gesichert und als zusammenhängendes Gesamtbild rekonstruiert wurde. Der ehemalige Ratssaal wurde bei der Restaurierung in den Zustand des frühen 20. Jahrhunderts versetzt und mit den zwanzig abgebildeten Handwerkerwappen aus dieser Epoche an den Wänden gestaltet.

### Sauerkrautmann
Eine Besonderheit stellt der im Fachwerk auf der Giebelseite geschnitzte Sauerkrautmann dar. Er erinnert an die Tradition der Sauerkrautherstellung in Büttelborn bzw. der näheren Umgebung. In der Mitte des 19. Jahrhunderts erlangte das landwirtschaftlich geprägte Büttelborn den Ruf einer „Weißkrautgemeinde“, und es bestand von 1887 bis 1922 eine Sauerkrautfabrik in Büttelborn. Bevor die Verarbeitung der Kohlköpfe industrialisiert wurde, war das Krautschneiden eine körperlich schwere Arbeit, die von Männern erledigt wurde. Die sogenannten Sauerkrautmänner zogen im Herbst zur Erntezeit der Krautköpfe als Wanderarbeiter umher und hobelten den Weißkohl mit den erforderlichen Zutaten in die bereitgestellten Standfässer zur Sauerkrautherstellung.
Gehobelt wurden die Krautköpfe mit sechsmesserigen Hobeln, die auf großen Holzplatten angebracht waren. Diese großen Hobel wurden während der Wanderschaft zu Fuß von Hof zu Hof auf dem Rücken transportiert. Auf ihrer Wanderung waren die Krautschneider mit einem weiten Mantel oder einer Joppe und einem breitrandigen Filzhut bekleidet. Sie führten eine Ledertasche oder einen Ranzen mit sich, der mit Werkzeugen und einem Kanten Brot befüllt war. Die Krautschneider stammten aus armen Gegenden wie dem Montafon, damals eine der ärmsten Gegenden von Österreich.

## Nutzung
Neben der ursprünglichen Nutzung als Rathaus befand sich in der Eingangshalle im Erdgeschoss in den 1920er Jahren eine Arrestzelle. Daneben übte zur gleichen Zeit ein Schuster in seiner Werkstatt sein Handwerk aus und im ersten Obergeschoss diente der vorhandene Raum als Schulsaal. Mit der Einweihung der Pestalozzischule im Jahr 1930 wurde dieser Raum wieder frei. Im Jahr 1935 wurde das Obergeschoss durch einen größeren Umbau erweitert, um Räume für die verschiedenen NS-Gliederungen zu schaffen. Die zwischenzeitlich als Spritzenhaus genutzte Eingangshalle wurde zu einer „Ehrenhalle“ umgestaltet.
Nach dem Ende des Zweiten Weltkrieges wurden im Rathaus eine Arztpraxis und im Erdgeschoss die damalige gemeindliche Polizeistation untergebracht. Mit dem Beginn des Wirtschaftsaufschwunges in den 1950er Jahren wurde das Rathaus im Jahr 1958 erneut modernisiert. Nach erfolgter Wiedereröffnung befand sich bis zum Jahr 1968 im Erdgeschoss eine Filiale der örtlichen Kreissparkasse. Im Jahr 1994 wurden die Räume im Ober- und im Erdgeschoss dem Heimat- und Geschichtsverein zur Verfügung gestellt. Der historische Sitzungssaal und die große Eingangshalle stehen den örtlichen Vereinen und der Gemeindeverwaltung für Veranstaltungen zur Verfügung. Eine Nebenstelle des Standesamtes wurde mit einem Trauzimmer im historischen Rathaus eingerichtet.